# Расулов, Сакит Рауф оглы
Расулов, Сакит Рауф оглы (азерб. Sakit Rauf oğlu Rəsulov; 17 января 1956, Агдаш, Азербайджанская ССР — Заведующий кафедрой «Промышленная безопасность и охрана труда» Азербайджанского государственного университета нефти и промышленности, профессор, Заслуженный инженер

## Жизнь
Расулов Сакит Рауф оглы- родился в 1956 году в Агдашском районе Азербайджанской Республики. В 1971 году после окончания средней школы поступил в очное отделение химико-технологического факультета Азербайджанского института нефти и химии (ныне Азербайджанский государственный университет нефти и промышленности (АГУНП)). В 1976 году закончил указанный институт по специальности «Химическая технология переработки нефти и газа». С 2008 года по настоящее время работает заведующим кафедрой « Промышленная безопасность и охрана труда» АГУНП.

## Научная деятельность
В 1976—1993 годах работал в научно-исследовательском и проектном институте «Нефтехимавтомат» в качестве старшего техника, инженера, младшего научного сотрудника и старшего научного сотрудника. В 1986 году защитил кандидатскую диссертацию в г. Ташкенте и получил ученую степень кандидата технических наук. В 2011 году защитил докторскую диссертацию по специальностям «Разработка и эксплуатация нефтяных и газовых месторождений» и «Строительство и эксплуатация нефтегазопроводов, баз и хранилищ» и получил ученую степень доктора наук по технике. В 2016 году получил аттестат профессора. В 2017году был избран академиком Российской академии естественных наук, в 2018 году членом корреспондентом Азербайджанском инженерной академии, а в 2022 году стал академиком  международной академии «Экология и безопасность жизнедеятельности». Член диссертационного совета ED.2.03 при Азербайджанском государственном университете нефти и промышленности. Член редколлегии научно-технических журналов «Оборудование и технологии для нефтегазового комплекса» (г. Москва), «Транспорт и хранение нефтепродуктов и углеводородного сырья» (г. Москва), «Недропользование» (г. Пермь),«Проблемы сбора, подготовки и транспорта нефти и нефтепродуктов» (г. Уфа), "Известия ВУЗов. Горный журнал" (г. Екатеринбург), «Системная инженерия и информационные технологии" (г. Уфа), Научные известия Академии чрезвычайных ситуаций" (г. Баку), "Вестник Азербайджанской инженерной академии" (г. Баку) и Proceedings of Occupational Health and Industrial Safety (г. Баку). Автор 339 научных трудов и изобретений, в том числе 17 изобретений, 41 книгa (12 монографий, 29 учебников и учебных пособий).

### Производственная деятельность
C 1993 до 2008 года работал в производственном сфере. В 1992—1995 годах работал начальником научно-производственного управления «Азерпромавтоматстрой», в 1995-2001 годах начальником управления Специализированного монтажно-наладочного управления при Государственной нефтяной компании Азербайджанской Республики, а в 2001-2008 годах директором ремонтно-монтажного предприятия «Промышленные конструкции». Специалист в области безопасности технологических процессов нефтегазовой и нефтеперерабатывающей промышленности, моделирования химико-технологических процессов.

### Научные труды
1. Расулов С. Р. Взрыво-пожароопасности промышленных объектов нефтепереработки и нефтехимии и пути их предупреждения // Нефтепереработка и нефтехимия, 2010, № 8, c. 33-40
2. Келбалиев Г. И.,Расулов С. Р. Гидродинамика и массоперенос в дисперсных средах. Монография. Санкт-Петербург, «Химиздат», 2014, 568 с.
3. Kelbaliev G.I.,Rzaev Ab.G., Rasulov S. R., Suleymanov G.Z.,Guseinova L.V. Processes of the Aggregation and Coagulation of Asphaltene Particles in Petroleum and Oil Emulsion // Theoretical Foundations of Chemical Engineering, Pleiades Publishing, 2015, V.49, № 3, pp.225-232
4. Келбалиев Г. И.,Расулов С. Р., Рзаев Аб. Г. Нефтяная гидродинамика. Москва, «Маска», 2015, 360 с.
5. Rəsulov S.R., Sadıqov A.S., Zeynalov N.E. Neft-qaz quyularının qazılması və istismarının təhlükəsizliyi. Bakı, ADNA-nın nəşriyyatı, 2015, 406 s.
6. Келбалиев Г. И., Расулов С. Р., Тагиев Д.Б, Мустафаева Г. Р. Механика и реология нефтяных дисперсных систем. Москва, «Маска», 2017, 462 с.
7. Rasulov S.R. Fireproof cleaning of tanks from oil sediments // News of the Ural State Mining University, 1 (2017), р. 68-71
8. Kelbaliev G.I., Rasulov S. R., Rzaev A.G.,Mustafaeva G.R. Rheology of structured oils // Journal of Engineering Physics and Thermophysics, 2017, vol.90, № 4, p.996-1002
9. Kelbaliyev G.I.,Rasulov S.R., Mustafayeva G.R. Viscosity of structured disperse systems // Theoretical Foundations of Chemical Engineering, 2018, v.52, № 3, p.404-411
10. Kelbaliyev G.I.,Rasulov S.R., Mustafayeva G.R. Modeling of Phenomena of DropCoales-cence in oil Emulsion Breaking Processes // Chemistry and Technology of Fuels and Oils, 2018, № 2, p.158-165
11. Kelbaliev G.I.,Rasulov S.R.,Ilyushin P.Yu.,Mustafaeva G.R. Crystallization of paraffin from the oil in a pipe and deposition of asphaltene-paraffin substances on the pipe walls // Journal of Engineering Physics and Thermophysics, 2018, V.91, № 5, № 1227-1232
12. Rzayev Ab.H.,Rasulov S.R., Isayev M.M.,Asadova R.Sh.Measuring system for determining the filtration characteristics of an oil rezervoir. Measurement Techniques, 2019, V.62, № 1, p.40-46.
13. Kelbaliyev G.I., Tagiyev D.B., Rasulov S.R. Transport phenomena in dispersed media. UK, London, «Taylor & Francis Group», 2019, 434p.[4]
14. Расулов С.Р, Келбалиев Г.И. Реология нефтяных эмульсий. Оборудование и технологии для нефтегазового комплекса.  2019, № 5, с.64-69.
15. Келбалиев Г.И., Расулов С.Р. Математическое моделирование процессов коалесценции и дробления капель и пузы-рей в изотропном турбулентном потоке (обзор).   Вестник Самарского государственного техниче-ского университета. Сер. Физ. - мат. науки, 2019, том 23, № 3, с. 541-581.
16. Келбалиев Г.И., Расулов С.Р., Тагиев Д.Б. Миграционно-диффузионный механизм кристаллизации и осаждения парафинов и асфальто-смолистых веществ из нефти на поверхности труб. Химическая технология, 2019, т.20, № 12, с. 563-573.
17. Rasulov S.R., Hasanov G.T., Zeynalov A.N. Acoustic Testing of Rheological Properties of oil in Borehole.News of the National Academy of Sciences of the Republic of Kazakhstan. Series of Geology and Technical Sciences, 2020, Volume 2, Number 440, p.141-147.
18. Rəsulov S.R., Şahpələngova B.Ş. Sənaye müəssisələrinin su emalı üsulları və tullantısız texnologiyalar. Bakı, ADNSU-nun nəşri. – 345s.
19. Келбалиев Г.И., Расулов С.Р., Валиев Г.Н. Математическое моделирование процессов осаждения и всплытия твердых частиц, капель и пузырей в изотропном турбулентном потоке. Известия Уральского государственного горного университета, 2020, Вып. 4 (60), с. 123-145.
20. Rzayev A.G., Rasulov S.R., Rzayev E.A. Development of a Noninvasive Method for Determining Blood Viscosity.Russian Journal of Biomechanics,2020, Vol. 24, № 4, p. 367-374.
21. Əliyev T.A., Rzayev Ab.H., Rəsulov S.R. Zəlzələlərin yaranma mexanizmi, monitorinqi və proqnozu.Bakı, Azərnəşr, 2021. – 259s.
22. Kelbaliyev G.I.,Salavatov T.Sh., Rəsulov S.R., Mamedova E.V. Rheology of Structured Non-Newtonian Oils in the Gaz-Lift Recovery method.Journal of Engineering Physics and Thermophysics, 2021,Vol.94, № 1, p. 143-150.
23. Келбалиев Г.И., Расулов С.Р., Тагиев Д.Б. Структурная вязкость неньютоновских нефти. Оборудование и технологии для нефтегазового комплекса, 2021, № 2, стр. 62-68.
24. Расулов С.Р. Углубленный процесс переработки С3-С4 с целью получения ароматических углеводородов. Оборудование и технологии для нефтегазового комплекса, 2021, № 6, стр. 41-45.
25. Келбалиев Г.И., Расулов С.Р. Проблемы самоорганизации и структурообразования в дисперсных системах.Известия Уральского государственного горного университета, 2021, № 4(64), стр.16-26.
26. Efimochkina N.B., Anisimova S.E., Rasulov S.R., Serikov D.Y. Internal Communications System as an Oil and Gaz Enterprise Management Tool. Processes of Petrochemistry and Oil-Refining, Vol.22, № 4, 2021, pp. 530-536.
27. Келбалиев Г.И., Расулов С.Р., Тагиев Д.Б. Моделирование процессов гидравлической диффузии и фильтрации нефти в пористом пласте. Инженерно-физический журнал, 2022, том 95, №2, стр. 508-517.
28. Келбалиев Г.И., Тагиев Д.Б., Расулов С.Р. Реология неньютоновских нефтей. Монография, М.: Маска. 2022, 601 с.
29. Kelbaliev G.I., Tagiyev D.B., Rasulov S.R. Structurization and effective viscosity of a non-newtonian oil. Journal of Engineering Physics and Thermophysics. Vol.96, No. 1, January, 2023, pp.55-63.
30. Rasulov S.R., Hasanov H.G., Zeynalov A.N. A new approach to extracting hard-to-recover oil reservers. News of the National Academy of Sciences of the Republic of Kazakhstan. Vol.2, No. 464, 2024, pp.169-182.
31. Kelbaliyev G.I., Rasulov S.R., Manafov M.R. Deformation of droplets and bubbles in rheological fluids. Journal of Engineering Physics and Thermophysics. Vol. 97, No.4, July, 2024, pp.938-946.

## Награды
- С 2010 года «Заслуженный инженер» (распоряжение президента Азербайджанской Республики № 1201 от 18.11.2010 г.)
- По распоряжению  президента Азербайджанской Республики был награжден медалью "Тарагги" ( 31 декабря 2020 года).
- Государственная медаль за 100 летний юбилей  Азербайджанского государственного университета нефти и промышленности.